# Relazioni bilaterali tra Armenia e Ungheria
Le relazioni bilaterali Armenia-Ungheria si riferiscono alle relazioni diplomatiche tra Armenia e Ungheria.

## Panoramica
Dalla fine della seconda guerra mondiale, i due paesi sono stati sotto il dominio comunista poiché sia l'Ungheria (comeRepubblica Popolare d'Ungheria) sia l'Armenia (Repubblica Socialista Sovietica Armena) erano rispettivamente uno stato satellite e una repubblica costituente dell'Unione Sovietica.
Le relazioni diplomatiche tra le due nazioni sono iniziate alla fine della Guerra fredda, principalmente con la dissoluzione dell'Unione Sovietica nel 1991.
- L'Armenia è rappresentata in Ungheria attraverso la sua ambasciata a Vienna, Austria, e un consolato onorario a Budapest, in Ungheria.
- L'Ungheria è rappresentata in Armenia attraverso la sua ambasciata a Tbilisi, in Georgia, e un consolato onorario a Erevan, in Armenia.

Ci sono circa 15.000 persone di discendenza armena che vivono in Ungheria.

## Interruzione delle relazioni diplomatiche
Il 31 agosto 2012, l'Armenia ha interrotto le relazioni con l'Ungheria in seguito all'estradizione di Ramil Safarov, condannato per l'omicidio del tenente armeno Gurgen Margaryan in Ungheria nel 2004. Si sparse anche la voce che ciò sia stato effettuato in cambio di una tangente di 7 milioni di dollari. Safarov è stato graziato al suo ritorno in Azerbaigian. I parenti dell'ufficiale assassinato hanno citato in giudizio l'Ungheria e l'Azerbaigian per aver violato gli articoli 2 (diritto alla vita) e 14 (divieto di discriminazione) della Convenzione europea dei diritti dell'uomo. La Corte europea dei diritti dell'uomo ha formalmente interpellato i governi di Ungheria e Azerbaigian in merito al caso.
A Erevan, i manifestanti hanno lanciato pomodori contro l'edificio del consolato onorario ungherese e strappato la bandiera dell'Ungheria. Anche gli Stati Uniti hanno criticato la decisione di liberare Safarov. Nell'aprile 2013, il ministro degli Esteri armeno, Eduard Nalbandyan, ha affermato che "l'Armenia [era] pronta a stabilire le relazioni con l'Ungheria, ma Budapest avrebbe dovuto intraprendere dei passi".